# Jan Frankl
Jan Frankl (* 19. Februar 1987 in Graz) ist ein österreichischer Regisseur.

## Leben
Jan Frankl ist der Sohn der Sängerin Sabine Kopera und des Schauspielers Roman Frankl. sowie Enkelkind der polnischen Sängerin Maria Koterbska. 
Frankl studierte Theater-, Film- und Medienwissenschaften in Wien, München und Dallas. Als Videodesigner und Fotograf arbeitete er für mehrere Wiener Theater und Opernhäuser wie etwa das Theater in der Josefstadt, das Theater an der Wien, das Raimundtheater oder das Ronacher. Jan Frankls Regie-Arbeit zeigt sich in Produktionen wie „DAVE“, „Wir Staatskünstler“, „Die Tagespresse“, sowie Werbe- und Musikvideos für nationale und internationale Künstler und Firmen.

## Filmografie

### Regie
- 2021 Pizzera & Jaus – (Musikvideo)
- 2021 Der Kabarett Spieleabend (TV Show – 2 Episoden) ORF1
- 2020 Ostrowski macht Urlaub (Fernsehserie – 3 Episoden) ServusTV
- 2019 Reise der Verlorenen (AZ – Theater i.d. Josefstadt)
- 2018–2023 Dave (ORF) ORF1
- 2018 Klaus Eckel – Zuerst die gute Nachricht (KabarettAZ) ORF1
- 2017 Tagespresse aktuell (Fernsehserie – 12 Episoden) ORF1
- 2017 Romeo & Julia: Ohne Tod kein Happy End (TheaterAZ) ServusTV
- 2017 Otto Jaus: Fast Fertig (KabarettAZ) ORF1
- 2017–2021 PraterSterne (StandUp Sendung – 34 Episoden) ORF1
- 2016–2022 Ö. Kabarettpreis (Preisverleihung) ORF1
- 2016 200 Jahre „Die Hektiker“ (KabarettAZ) ORF1
- 2015–2017 Wir Staatskünstler (Fernsehserie – 5 Episoden) ORF1